# Gabriel Bergen
Gabriel „Gabe“ Bergen (* 6. Juli 1982 in Dawson Creek, British Columbia) ist ein ehemaliger kanadischer Ruderer, der 2012 olympisches Silber im Achter gewann.

## Sportliche Karriere
Bergen belegte mit dem kanadischen Achter den neunten Platz bei den Weltmeisterschaften 2006 in Eton. 2007 und 2008 versuchte er sich im Doppelvierer, konnte sich aber nicht für die olympischen Spiele in Peking qualifizieren. Bei den Weltmeisterschaften 2008 in den nichtolympischen Bootsklassen ruderte er zusammen mit James Dunaway und Steuermann Mark Laidlaw im Zweier mit Steuermann und gewann den Titel. 2009 kehrte er in den Achter zurück und gewann bei den Weltmeisterschaften 2009 in Posen die Silbermedaille hinter dem Deutschland-Achter. Bei den Weltmeisterschaften 2010 belegte er den zwölften Platz im Vierer ohne Steuermann. Im Jahr darauf bei den Weltmeisterschaften 2011 in Bled ruderte er mit dem kanadischen Achter auf den dritten Platz hinter dem Deutschland-Achter und den Briten. 2012 stellte der kanadische Achter im Vorlauf des Ruder-Weltcups in Luzern mit 5:19,35 min eine Weltbestzeit auf, belegte im Finale aber nur den dritten Rang. Bei den Olympischen Spielen in London siegte der deutsche Achter vor den Kanadiern.
Bergen ruderte für die Victoria Vikes, das Sportteam der University of Victoria. Sein Vater Robert Bergen ruderte bei den Olympischen Spielen 1976 auf den 13. Platz im Zweier mit Steuermann.